# Рыдзык, Тадеуш
Таде́уш Ры́дзык (пол. Tadeusz Rydzyk, род. 3 мая 1945, Олькуш, Малопольское воеводство) — польский священник Римо-католической Церкви и монах монашеского ордена редемптористов, общественный деятель, основатель и руководитель ультраправой религиозно-политической радиостанции "Радио Мария".

## Биография
Тадеуш Рыдзык родился 3 мая 1945 года в городе Олькуш в бедной семье. После окончания средней школы обучался в духовной семинарии редемптористов в Тухуве, затем изучал библейское богословие в Академии католической теологии в Варшаве. 1 февраля 1971 года дал вечные монашеские обеты. 20 июня 1971 года был рукоположён во священника. 
C 1987 - 1991 гг. работал духовником при женском монастыре в Оберштауфене. В 1991 году вернулся в Польшу и стал жить в монастыре редемптористов в Торуне. В этом же году основал радиостанцию "Радио Марии". В последующие годы основал ежедневную газету "Nasz Dziennik" и телевизионный канал "Telewizja Trwam". Он также участвовал в создании частного католического Университета кардинала Вышинского в Варшаве.  
8 октября 2009 года Тадеуш Рыдзык защитил докторскую диссертацию на факультете богословия в католическом Университете кардинала Вышинского. Защита проходила за закрытыми дверями несмотря на огромный интерес к ней со стороны польских СМИ.

## Деятельность на «Радио Мария»

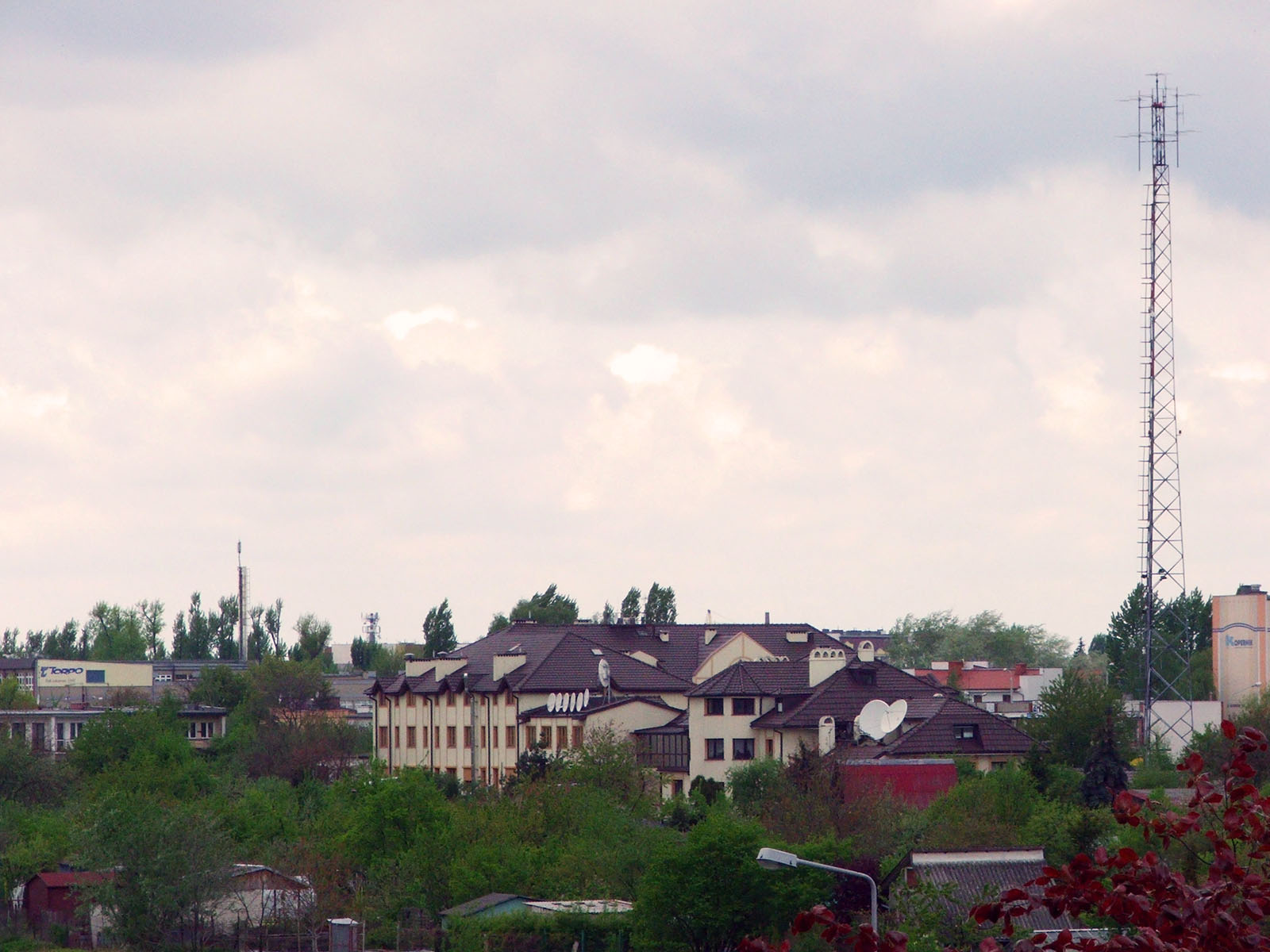
Польское отделение «Радио Мария», Торунь, Польша

Под руководством Рыдзыка польская церковная радиостанция «Радио Мария» стала одним из основных политических центров правых сил Польши, пропагандистом польского национализма и мировоззренческой нетерпимости. В силу большого числа слушателей, радиостанция и её директор оказывают заметное влияние на происходящие в Польше выборы, открыто призывая к поддержке определённого кандидата. По мнению многих граждан при этом имеет место использование религиозных убеждений слушателей в целях противоречащих уставу самой радиостанции, определяющему её как "общественную, некоммерческую и религиозную". Политическая линия радиостанции имеет направление, заключающееся в защите и усилении позиций Католической Церкви в обществе, в поощрении недоверия к Евросоюзу и вражды к России, а также во внедрению уважения к США, особенно к её правым силам. Вместе с тем в передачах присутствует критика всех левых направлений в общественной жизни Польши. С 2004 года Рыдзык и его окружение поддерживают партию Право и справедливость (ПиС) во главе с Ярославом Качиньским, выступления которого регулярно передаются в эфире «Радио Мария».  
Тадеуш Рыдзык неоднократно лично заявлял на волнах руководимого им радио о своём отрицательном отношении к России, Германии и евреям.
Деятельность Рыдзыка и его радиостанции вызывает возмущение у значительной части польского общества, в том числе и у некоторых католических священников Однако поддержка со стороны Ватикана и самих слушателей (среди которых преобладают люди пожилые, малообразованные и разочарованные в результатах проводимой в стране либеральной экономической политики) затрудняют конкретные шаги по восстановлению чисто религиозного характера «Радио Мария».

## Критика
- 10 июля 2007 года еврейский Центр Симона Визенталя обратился к Римскому папе Бенедикту XVI воздействовать на Тадеуша Рыдзыка по поводу его антисемитских взглядов [3].
- 31 июля 2007 года израильский посол в Польше Давид Пелег призвал польское правительство и Католическую церковь в Польше осудить антисемитские заявления Тадеуша Рыдзыка [4] ;
- В феврале 2011 года Тадеуш Рыдзык был оштрафован за незаконную акцию по сбору денег [5];
- В июне 2011 года в Страсбурге, во время встречи c депутатами Европейского Союза организованной по инициативе ПиС, Тадеуш Рыдзык обвинил польские власти в тоталитаризме, а также сказал, что "с 1939 года в Польше не правят поляки". В ответ на это заявление Министерство Иностранных дел Польши направило Ноту протеста Святому Престолу. Отвечая на неё пресс-секретарь Ватикана заявил (несмотря на то, что все монашеские ордена подчиняются ватиканской Конгрегации по делам посвящённой жизни, а Рыдзык - католический монах), что Святой Престол ничего общего не имеет с какими-либо высказываниями руководителя "Радио Мария" и все они являются лишь его личными заявлениями.[6],[7].

## Награды
- Во время кинофестиваля XIX Międzynarodowego Festiwalu Filmów Katolickich Niepokalanów (XIX Международный фестиваль католических фильмов Непокалянув) в 2004 году Тадеуш Рыдзык вместе с Мелом Гибсоном получил премию имени Яна Кулента за номинацию СМИ в деле евангелизации;
- 15 сентября 2007 года получил премию католического еженедельника "Niedziela";
- 28 июня 2009 года получил медаль святого Станислава; 26 октября того же года получил медаль "Побеждая зло добром";
- в 2010 году стал лауреатом награды имени Ежи Цисельского;